# Francisco de Quevedo y Villegas

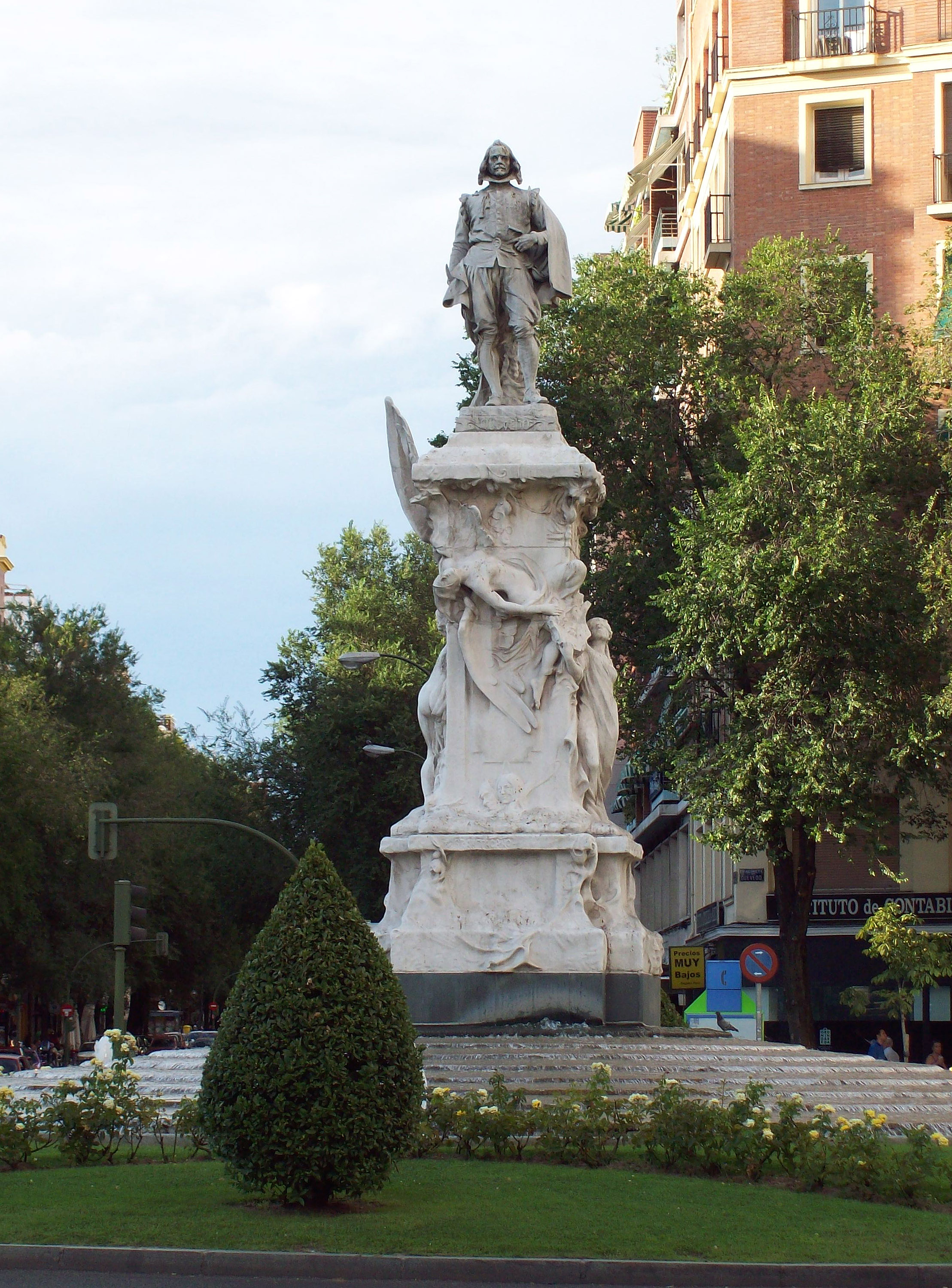
Pomnik Queveda w Madrycie

Francisco de Quevedo y Villegas (ur. 14 września 1580 w Madrycie, zm. 8 września 1645 w Villanueva de los Infantes (Ciudad Real)) – hiszpański poeta barokowy, polityk, patriota, jeden z głównych przedstawicieli konceptyzmu w okresie Złotego Wieku.

## Życiorys
Urodził się w szlacheckiej rodzinie ściśle związanej z dworem króla Filipa II, gdzie jego rodzice zajmowali wysokie stanowiska (matka była damą dworu królowej). Wcześnie osierocony, pobierał nauki u jezuitów w Ocaña, potem studiował w Alcalá de Henares.
Od roku 1606 mieszkał w Madrycie, poświęcając się pracy literackiej. Nawiązał tam liczne kontakty i przyjaźnie, m.in. z Lope de Vegą i Cervantesem. Głośniej było jednak o jego antypatiach literackich i osobistych: krytykował np. dramaturga Juana Ruiza de Alarcón, którego ośmieszał nie tylko jako literata, lecz także ze względu na wygląd fizyczny (Alarcón był rudy i garbaty). Przeciwnicy nie pozostawali mu dłużni, tym bardziej że sam Quevedo miał kilka widocznych defektów fizycznych; utykał na jedną nogę, a ze względu na krótki wzrok nosił grube, okrągłe okulary, powszechnie nazywane z tego powodu w Hiszpanii quevedos. Najzajadlejszą walkę toczył jednak z Luisem de Góngora, przywódcą szkoły tzw. kulteranizmu. Pod jego adresem napisał serię jadowitych satyr, zarzucając mu żydowskie pochodzenie, skłonność do hazardu, zboczenia seksualne i cała serię innych grzechów.
W 1613 wyjechał do Włoch jako sekretarz swego protektora, księcia Osuny; ponownie przebywał tam od 1616, kiedy Osuna uzyskał urząd wicekróla Neapolu. W tym czasie wypełnił kilka misji dyplomatycznych, za co w 1618 został nagrodzony habitem rycerskiego Zakonu Santiago.
Kiedy książę Osuna popadł w niełaskę w 1620, pociągnął za sobą swego protegowanego. Quevedo został wygnany z Madrytu do swego majątku w Torre de Juan Abad (Ciudad Real), gdzie dzielił swój czas między książki i procesy z sąsiadami, podważającymi jego prawo do majątku.
Początek panowania Filipa IV oznaczał dla Queveda powrót do Madrytu, a wraz z tym – do czynnego życia politycznego i literackiego. Pisał liczne dzieła moralne i polityczne oraz traktaty religijne. Ten płodny okres trwał aż do 1639, kiedy to z powodu anonimowego memoriału krytykującego politykę potężnego faworyta królewskiego, hrabiego de Olivares, pisarz został uwięziony w klasztorze San Marcos w Leónie. W zimnej, wilgotnej celi spędził cztery lata, aż do upadku Olivaresa w 1643. Wyszedł z więzienia ze zrujnowanym zdrowiem, zdecydowany wycofać się z życia publicznego. Ostatnie lata spędził w Torre de Juan Abad. Zmarł we wrześniu 1645.

## Dzieła
Podobnie jak osobowość Queveda, jego dzieła są pełne kontrastów. Ze szczerą pobożnością i surowością moralną sąsiadują złośliwość, cynizm i skłonność do skatologii; stoicka pogarda dla świata miesza się z ambicją; chrześcijańska pokora nie wyklucza nienawiści i okrutnej drwiny. Stąd twórczość Queveda obejmuje zarówno traktaty religijno-moralne, projekty polityczne czy filozoficzne rozważania, jak i bezlitosne satyry i obrazy ludzkiej głupoty, brzydoty i słabości.
Wśród dzieł prozatorskich na wyróżnienie zasługują przede wszystkim: powieść łotrzykowska Żywot młodzika niepoczciwego (La Vida del Buscón llamado Don Pablos, 1626) oraz alegoryczno-satyryczne Sny (Sueños), zredagowane w latach 1606–1620, ale wydane drukiem dopiero w 1627.

## Polskie wydania dzieł Queveda

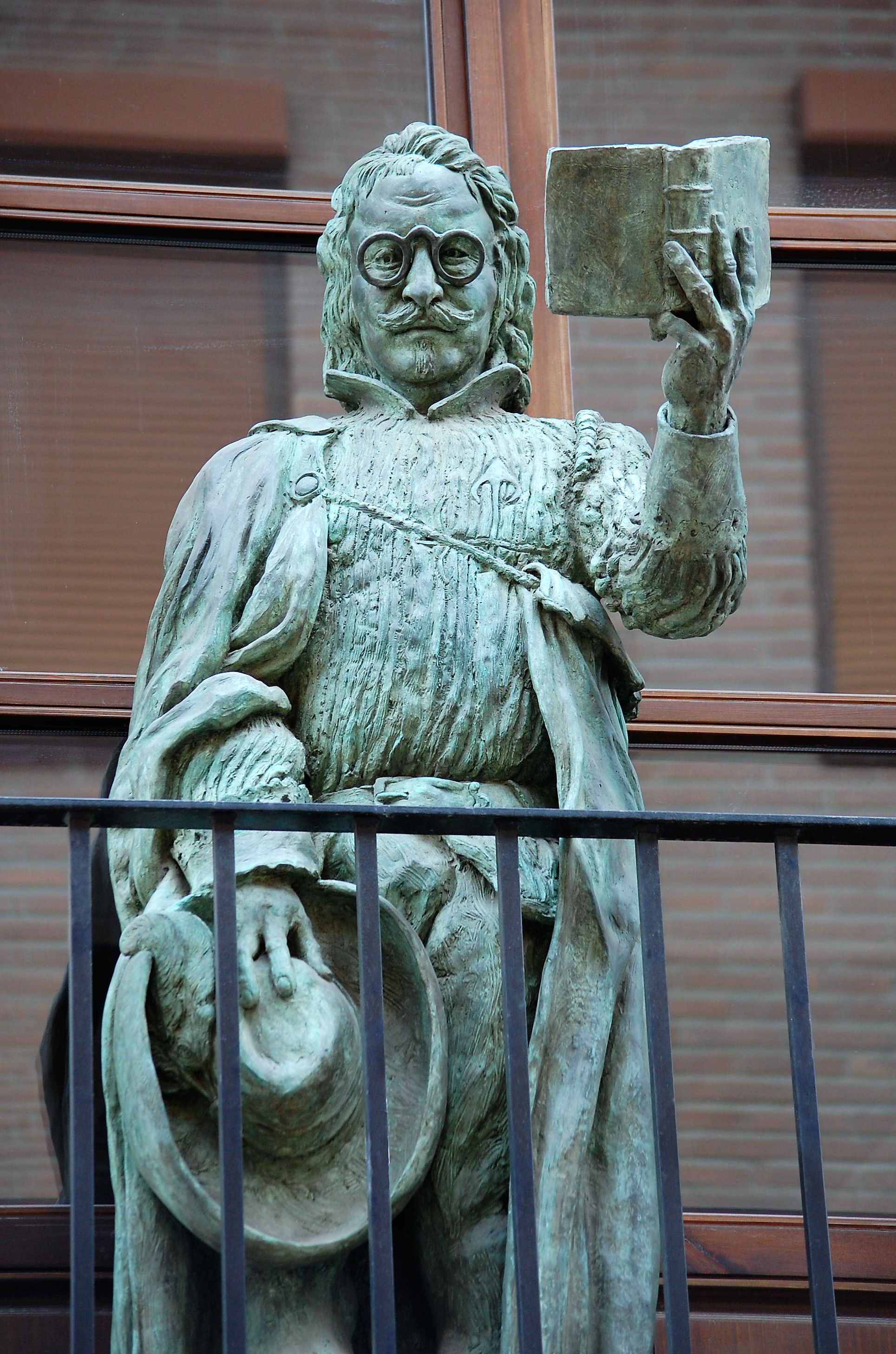
Francisco de Quevedo (Alcalá de Henares).

- Francisco de Quevedo: Żywot młodzika niepoczciwego imieniem Pablos czyli wzór dla obieżyświatów i zwierciadło filutów. Przeł. Kalina Wojciechowska, wstęp Piotr Sawicki. Warszawa: Państwowy Instytut Wydawniczy, 1978. Brak numerów stron w książce
- Francisco de Quevedo: Sny. Godzina dla każdego, czyli Fortuna mózgiem obdarzona. Przeł. Kalina Wojciechowska, wstęp Kazimierz Piekarec. Warszawa: Państwowy Instytut Wydawniczy, 1982. ISBN 83-06-00296-2. Brak numerów stron w książce
- Francisco de Quevedo Polityka Boża. Rządy Chrystusowe, książka wydana przez jezuitów w 1633 r., tłumaczona bezpośrednio z języka hiszpańskiego.